# Tricostaceae
Tricostaceae, porodica pravih mahovina, opisana je 2015. godine i smještena u nadred Hypnanae. Sastoji se od dva roda

## Rodovi
1. Krassiloviella G.W.K. Shelton, Stockey, G.W. Rothwell & Tomescu
2. Tricosta G.W.K. Shelton, Stockey, G.W. Rothwell & Tomescu